# Billlie
Billlie (кор. 빌리, Billi, стилізується як Billlǃə) — південнокорейський жіночий гурт, сформований Mystic Story. Billlie дебютували 10 листопада 2021 року з мініальбомом The Billage of Perception: Chapter One. Спочатку гурт складався з шести учасниць: Мун Суа, Сухьон, Харам, Цукі, Сіюн і Харуна. Пізніше до них приєдналася сьома учасниця Сьон.

## Назва
Billie пишеться з трьома англійськими літерами «L». Це пов'язано з тим, що Billlie можна розбити на «Bi» (корейське слово, що означає дощ), «11» і «lie» — Bi11lie. Значення числа «11» було розкрито під час їхнього дебютного показу. Згідно з їхньою легендою, коли 11-й дзвін дзвонить посеред фіолетового дощу, відбувається щось дивне. Дівчата брешуть про те, що сталося, щоб зберегти дивну подію в таємниці. Вони також розповіли під час свого дебютного виступу, що ім'я Billlie відображає їхні «бі-сторони, те внутрішнє я, яке є в кожного». Вони сподіваються співпереживати людям, висловлюючи свої бі-сторони.

## Кар'єра

### До дебюту
Члени Billlie були знані як Mystic Rookies — програма підготовки новачків під Mystic Story. 14 вересня Mystic Story оголосили про плани дебютувати Mystic Rookies у листопаді 2021 року. 11 жовтня стало відомо, що гурт носитиме назву «Billie».
До дебюту Мун Суа 10 років була стажеркою в YG Entertainment. Вона брала участь у музичній конкурсній програмі Unpretty Rapstar 2, посівши третє місце. Сухьон брала участь у першому сезоні шоу на виживання Mnet Produce 101, посівши 69 місце та вилетів у 5-му епізоді. Вона також брала участь у шоу на виживання JTBC Mix Nine і знялася в веб-драмі A-Teen у 2018 році та її продовженні A-Teen 2 у 2019 році. Харам — колишня стажерка SM Entertainment. Цукі також колишня стажерка SM Entertainment. Вона працювала моделлю для журналу Popteen і випустила сингл «Magic» з модельною групою MAGICOUR у 2020 році. Сьон брала участь у програмі виживання Mnet Girls Planet 999 і вибула у фінальному епізоді, посівши 10 місце. Сіюн брала участь у талант-шоу K-pop Star 5, а також працювала моделлю для журналу Popteen.

### 2021–дотепер: дебют ізThe Billage of Perception: Chapter Oneта нова учасниця
28 жовтня було оголошено, що їхній дебютний мініальбом The Billage of Perception: Chapter One вийде 10 листопада. Фанатська пісня під назвою «Flowerld», яка також увійшла до мініальбому, також вийшла в той же день.
10 листопада вийшов їхній дебютний мініальбом The Billage of Perception: Chapter One, який містить головний сингл «Ring X Ring» і ще п'ять композицій.
19 листопада було оголошено, що Кім Суйон, яка брала участь у Girls Planet 999, приєднається до гурту під псевдонімом Сьон (션) як сьома учасниця та офіційно приєднається до гурту для випуску наступного альбому. 27 листопада Сьон несподівано з'явилася, виконавши заголовний трек «Ring X Ring» разом з іншими учасниками гурту на південнокорейському музичному шоу Show! Music Core, що відзначило її першу появу з гуртом.
14 грудня Billlie випустили свій перший цифровий сингл-альбом The Collective Soul and Unconscious: Snowy Night з піснею «Snowy Night» як головним синглом. Сингл став першим релізом гурту, в якому взяла участь Сьон.
11 лютого 2022 року було оголошено, що 23 лютого Біллі випустять свій другий мініальбом The Collective Soul And Unconscious: Chapter One, до якого увійде сингл «GingaMingaYo (the strange world)». 1 березня вони випустили свій перший альбом із саундтреками The Collective Soul and Unconscious: Chapter One Original Soundtrack from «What is Your B»?.
8 серпня 2022 було анонсовано новий мініальбом гурту, який стане сіквелом першого мініальбому. 16 серпня було оголошено, що третій мініальбом The Billage of Perception: Chapter Two і головний сингл «Ring Ma Bell (What a Wonderful World)», вийдуть 31 серпня.

## Учасниці
| Сценічний псведонім | Сценічний псведонім | Сценічний псведонім | Справжнє ім'я | Справжнє ім'я  | Справжнє ім'я | Дата народження           | Позиція у гурті                        | Місце народження         |
| Українською         | Латиницею           | Хангилем            | Українською   | Латиницею      | Хан. / Хч.    | Дата народження           | Позиція у гурті                        | Місце народження         |
| ------------------- | ------------------- | ------------------- | ------------- | -------------- | ------------- | ------------------------- | -------------------------------------- | ------------------------ |
| Мун Суа             | Moon Sua            | 문수아              | Мун Суа       | Moon Sua       | 문수아        | 9 вересня 1999 (25 років) | Головна реперка, ведуча вокалістка     | Чхонджу, Південна Корея  |
| Сухьон              | Suhyeon             | 수현                | Кім Сухьон    | Kim Suhyeon    | 김수현        | 15 січня 2000 (25 років)  | Головна вокалістка, ведуча танцюристка | Тегу, Південна Корея     |
| Харам               | Haram               | 하람                | Кім Харам     | Kim Haram      | 김하람        | 13 січня 2001 (24 роки)   | Головна вокалістка                     | Південна Корея           |
| Цукі                | Tsuki               | 츠키                | Фукутомі Цукі | Fukutomi Tsuki | 福富月        | 21 вересня 2001 (23 роки) | Головна танцюристка, саб-вокалістка    | Префектура Хіого, Японія |
| Сьон                | Sheon               | 션                  | Кім Суйон     | Kim Suyeon     | 김수연        | 28 січня 2003 (22 роки)   | Головна танцюристка, ведуча реперка    | Південна Корея           |
| Сіюн                | Siyoon              | 시윤                | Кім Сіюн      | Kim Siyoon     | 김시윤        | 16 лютого 2005 (20 років) | Головна реперка, ведуча танцюристка    | Південна Корея           |
| Харуна              | Haruna              | 하루나              | Осато Харуна  | Osato Haruna   | はるな        | 30 січня 2006 (19 років)  | Саб-вокалістка, макне                  | Осака, Японія            |

## Дискографія

### Мініальбоми
| Назва                                            | Деталі                                                                                        | Пікові позиції у чартах | Пікові позиції у чартах | Продажі                                  |
| Назва                                            | Деталі                                                                                        | KOR                     | JPN                     | Продажі                                  |
| ------------------------------------------------ | --------------------------------------------------------------------------------------------- | ----------------------- | ----------------------- | ---------------------------------------- |
| The Billage of Perception: Chapter One           | - Реліз: 10 листопада 2021 - Лейбл: Mystic Story - Формат: CD, цифрове завантаження, стриминг | 12                      | —                       | - Південна Корея: 24,698                 |
| The Collective Soul and Unconscious: Chapter One | - Реліз: 23 лютого 2022 - Лейбл: Mystic Story - Формат: CD, цифрове завантаження, стриминг    | 5                       | 18                      | - Південна Корея: 89,362 - Японія: 2,681 |
| The Billage of Perception: Chapter Two           | - Реліз: 31 серпня 2022 - Лейбл: Mystic Story - Формат: CD, цифрове завантаження, стриминг    | 3                       | 23                      | - Південна Корея: 91,070 - Японія: 2,441 |
| The Billage of Perception: Chapter Three         | - Реліз: 28 березня 2023 - Лейбл: Mystic Story - Формат: CD, цифрове завантаження, стриминг   | 5                       | 26                      | - Південна Корея: 91,143 - Японія: 1,676 |

### Сингл-альбоми
| Назва                                            | Деталі | Пікові позиції у чартах | Пікові позиції у чартах | Продажі                  |
| Назва                                            | Деталі | KOR                     | JPN                     | Продажі                  |
| Корейські                                        | Корейські | Корейські               | Корейські               | Корейські                |
| ------------------------------------------------ | --- | ----------------------- | ----------------------- | ------------------------ |
| Track by Yoon: Patbingsu                         | - Реліз: 14 липня 2022 - Лейбл: Mystic Story - Формат: CD, цифрове завантаження, стриминг | 7                       | —                       | - Південна Корея: 54,048 |
| Side-B: Memoirs of Echo Unseen                   | - Реліз: 23 жовтня 2023 - Лейбл: Mystic Story - Формат: CD, цифрове завантаження, стриминг Трек-лист 1. «Dang! (hocus pocus)» 2. «BYOB (bring your own best friend)» 3. «Dang! (hocus pocus) (English ver.)» 4. «BYOB (bring your own best friend) (English ver.)»                                                                   | 6                       | —                       | - Південна Корея: 43,318 |
| Японські                                         | |                         |                         |                          |
| GingaMingaYo (The Strange World) -Japanese ver.- | - Реліз: 17 травня 2023 - Лейбл: Victor Entertainment - Формат: CD, цифрове завантаження, стриминг Трек-лист 1. «GingaMingaYo (the strange world) -Japanese ver.-» 2. «Everybody's Got a $ecret -Japanese ver.-» 3. «GingaMingaYo (the strange world) -Japanese ver.-» (Inst.) 4. «Everybody's Got a $ecret -Japanese ver.-» (Inst.) | —                       | 4                       | - Японія: 12,063         |

### Саундтреки
| Назва | Деталі                                                                                 |
| --- | -------------------------------------------------------------------------------------- |
| The Collective Soul and Unconscious: Chapter One Original Soundtrack from «What Is Your B?»              | - Реліз: 1 березня 2022 - Лейбл: Mystic Story - Формат: цифрове завантаження, стриминг |
| The Billage of Perception: Chapter Two Original Soundtrack from «The End of the World and the Awakening» | - Реліз: 8 вересня 2022 - Лейбл: Mystic Story - Формат: цифрове завантаження, стриминг |

### Сингли
| Назва                                       | Рік  | Пікові позиції у чартах | Пікові позиції у чартах | Пікові позиції у чартах | Альбом                                           |
| Назва                                       | Рік  | KOR Down.               | JPN                     | JPN Heat.               | Альбом                                           |
| ------------------------------------------- | ---- | ----------------------- | ----------------------- | ----------------------- | ------------------------------------------------ |
| «Ring X Ring»                               | 2021 | 167                     | —                       | —                       | The Billage of Perception: Chapter One           |
| «Snowy Night»                               | 2021 | —                       | —                       | —                       | Сингл без альбому                                |
| «GingaMingaYo (The Strange World)»          | 2022 | 92                      | 4                       | 6                       | The Collective Soul and Unconscious: Chapter One |
| «Patbingsu» (кор. 팥빙수) (з Юн Чон Шіном)  | 2022 | 144                     | —                       | —                       | Track by Yoon: Patbingsu                         |
| «Ring Ma Bell (What a Wonderful World)»     | 2022 | 32                      | —                       | —                       | The Billage of Perception: Chapter Two           |
| «Eunoia»                                    | 2023 | 47                      | —                       | —                       | The Billage of Perception: Chapter Three         |
| «DANG! (hocus pocus)»                       | 2023 | —                       | —                       | —                       | Side B: Memoirs of Echo Unseen                   |
| «the soul savior ~ I don't need a superman» | 2023 | —                       | —                       | —                       | The Billlie's Odditorium' The First Edition      |

## Відеографія

### Музичні відео
| Рік  | Назва                              | Режисер(и) | Прим.  |
| ---- | ---------------------------------- | ---------- | ------ |
| 2021 | «Ring X Ring»                      | Hwang Suah | [ 37 ] |
| 2021 | «Snowy Night»                      | Zanybros   | [ 38 ] |
| 2022 | «GingaMingaYo (the strange world)» | Zanybros   | [ 39 ] |
| 2022 | «Patbingsu»                        | Zanybros   | [ 40 ] |

## Нагороди та номінації
| Нагорода                       | Рік  | Категорія                   | Номінант / Робота | Результат | Прим.         |
| ------------------------------ | ---- | --------------------------- | ----------------- | --------- | ------------- |
| Brand Customer Loyalty Awards  | 2022 | Rookie of the Year (Female) | Billlie           | Номінація | [ 41 ]        |
| Hanteo Music Awards            | 2021 | Rookie Award — Female Group | Billlie           | Номінація | [ 42 ]        |
| Mnet Japan Fan's Choice Awards | 2021 | Female Rookie of the Year   | Billlie           | Номінація | [ 43 ] [ 44 ] |

## Нотатки
1. ↑  Сингл «Snowy Night» вийшов з назвою альбому The Collective Soul and Unconscious: Snowy Night